# Тёмное шаровое скопление

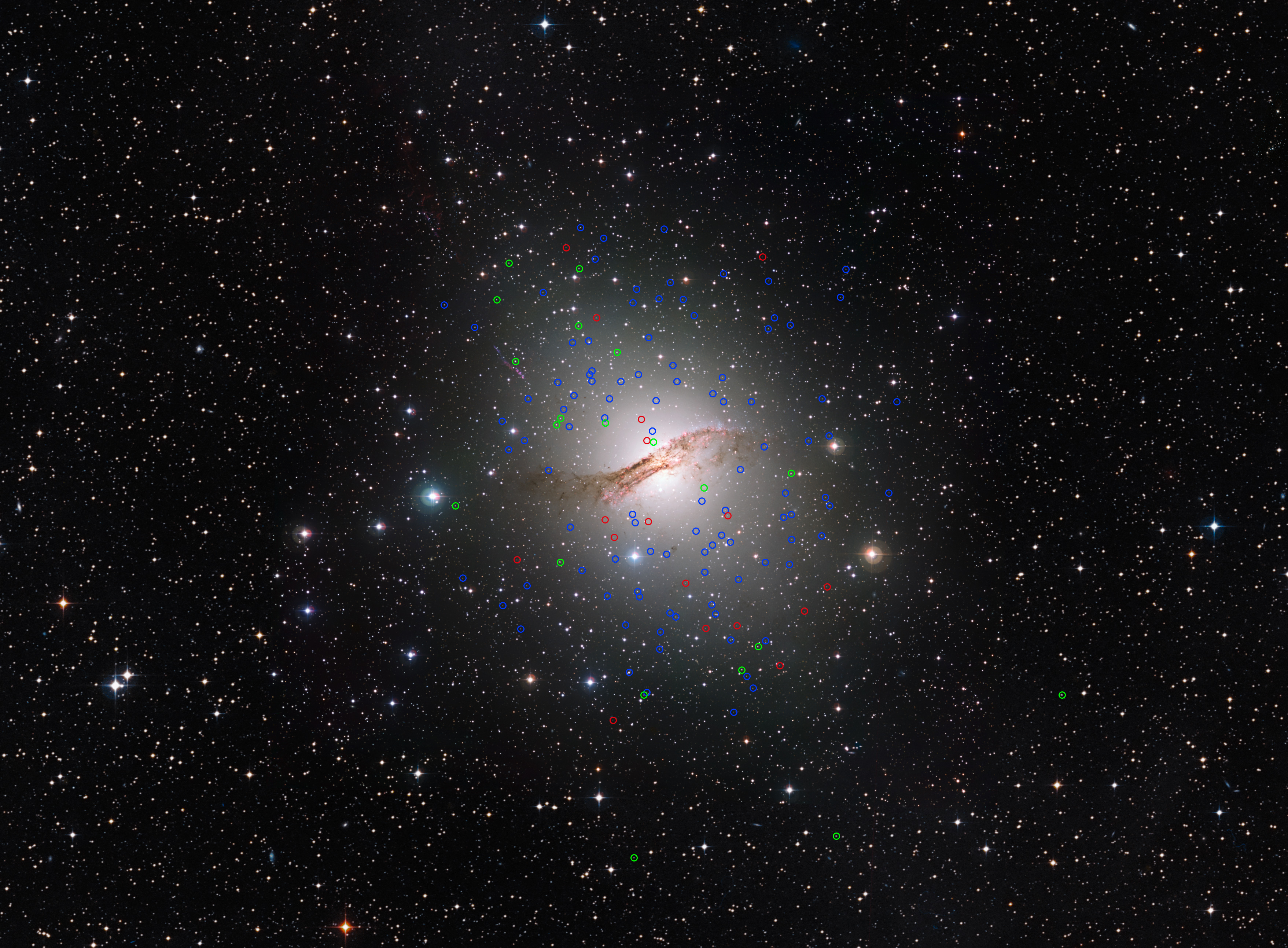
Наблюдения на телескопе ESO Very Large Telescope в Чили помогли открыть тёмные шаровые скопления вокруг галактики Центавр A. Эти скопления отмечены красным цветом. Обычные шаровые скопления отмечены синим цветом, напоминающие по свойствам карликовые галактики — зелёным.

Тёмное шаровое скопление (англ. dark globular cluster) — предполагаемый тип шаровых звёздных скоплений, обладающих необычно большой массой для наблюдаемого количества звёзд внутри них. Термин был предложен в 2015 году на основе анализа наблюдательных данных; предполагается, что такие скопления состоят из объектов, значительная часть которых 
содержит ненаблюдаемое вещество; подходящими объектами могут являться чёрные дыры.

## Наблюдательные данные
Наблюдательные данные для шаровых звёздных скоплений были получены на телескопе Very Large Telescope (VLT) в Чили, наблюдавшем окрестности галактики Центавр A. Многие шаровые скопления внутри этой галактики  ярче и массивней, чем обращающиеся вокруг Млечного Пути. На инструменте VLT FLAMES исследовалась выборка из 125 шаровых скоплений вокруг Центавра A. Обычно шаровые скопления, предположительно, не содержат тёмной материи, однако изучение динамических свойств скоплений выборки показало возможное наличие концентрации тёмной материи. Результаты исследования были опубликованы в журнале The Astrophysical Journal. Существование тёмных шаровых скоплений свидетельствовало бы о различии механизмов формирования и эволюции относительно других шаровых скоплений в Центавре A и Местной группе галактик.